# リトルアーモリー
リトルアーモリーは株式会社トミーテックが2014年から発売する銃火器等の1/12スケール模型やフィギュアのシリーズである。

## 概要
1/12スケールの銃火器を中心としたプラスチックモデルシリーズ。シリーズ発売当初から、アゾンインターナショナルのアクションドール「アサルトリリィ」、マックスファクトリーのアクションフィギュア「figma」、コトブキヤの可動プラスチックモデル「フレームアームズ・ガール」「メガミデバイス」「創彩少女庭園」「アルカナディア」「無限邂逅メガロマリア」など、約1/12スケール相当の可動式キャラクターモデルをリリースしている他社のと積極的なコラボレーションを図り、figmaとフレームアームズ・ガールについてはリトルアーモリーが付属した商品が各メーカーから発売されている。また、ドールズフロントライン、バイオハザードシリーズ、ストライクウィッチーズ、リコリス・リコイル、幼女戦記といった他社の版権作品に登場する銃器の再現も行っている。
また、学生服にタクティカルギアを纏った女性キャラクターのボックスアートが特徴であり、これを原作としたメディアミックス作品を展開。

## 製品一覧
- LA001：M4A1タイプ
- LA002：M240Bタイプ
- LA003：SCAR-Hタイプ
- LA004：M82A2タイプ
- LA005：Mk 18Mod0タイプ
- LA006：M240Gタイプ
- LA007：P226&P228タイプ
- LA008：AT4タイプ
- LA009：MP7A1タイプ
- LA010：AKMタイプ
- LA011：M82A1タイプ
- LA012：M79タイプ
- LA013：M32MGLタイプ
- LA014：64式小銃タイプ
- LA015：M1911A1タイプ
- LA016：RPKタイプ
- LA017：M202A1タイプ
- LA018：AA-12タイプ
- LA019：M870MCSタイプ
- LA020：89式小銃タイプ
- LA021：M24SWSタイプ
- LA022：M134ミニガンタイプ
- LA023：MP7A2タイプ
- LA024：64式狙撃銃タイプ
- LA025：M4A1＆M203タイプ
- LA026：MP5SD6タイプ
- LA027：MG3タイプ
- LA028：グロック17・18Cタイプ
- LA029：クリスベクターSMG
- LA030：ウォーターガンセットA[M4A1,P38]
- LA031：ウォーターガンセットA2[M4A1,P38]
- LA032：M249タイプ
- LA033：MP5A4/5タイプ
- LA034：G36タイプ
- LA035：クリスベクターCRB
- LA036：M24A2タイプ
- LA037：M4A1 BLOCK2
- LA038：FA-MAS G2タイプ
- LA039：P90タイプ
- LA040：ウォーターガンB[AKM,P38]
- LA041：ウォーターガンB2[AKM,P38]
- LA042：AS VALタイプ
- LA043：PKMタイプ
- LA044：AUGタイプ
- LA045：MP5Kコッファー
- LA046：5.56ｍｍ機関銃
- LA047：PS90タイプ
- LA048：AT4タイプ2.0
- LA049：Ｍ９&M93Rタイプ
- LA050：M4A1タイプ2.0
- LA051：Mk14Mod0タイプ
- LA052：ヘカート2タイプ
- LA053：ウォーターガンC[IDW(PDW),イングラムM11,スコーピオンVz61,KG9]
- LA054：ウォーターガンC2[IDW(PDW),イングラムM11,スコーピオンVz61,KG9]
- LA055：M870ハードウッド
- LA056：M16A4タイプ
- LA057：FA-MAS F1タイプ
- LA058：コンパクトSMG[IDW(PDW),イングラムM11,スコーピオンVz61,KG9]
- LA059：RPK74Mタイプ
- LA060：AK74Mタイプ
- LA061：RPG7タイプ
- LA062：M14EBR-RIタイプ
- LA063：XM2010タイプ
- LA064：MG3KWSタイプ
- LA065：FIM92スティンガータイプ
- LA066：AUG A2&M203PIタイプ
- LA067：SR3Mタイプ
- LA068：APC-9Kタイプ
- LA069：L2A3タイプ
- LA070：L96AWタイプ
- LA071：L85A2/L22タイプ
- LA072：PKPタイプ
- LA073：84mm無反動砲M2タイプ
- LA074：リボルバーセットA[パイソン,ディテクティヴスペシャル]
- LA075：416Dタイプカスタム
- LA076：20式5.56mm小銃
- LA077：クリスベクター SMG アルパイン
- LA078：L34A1タイプ
- LA079：AKMS&AKMSUタイプ
- LA080：XM177E2/M653タイプ
- LA081：ウォーターガンD[M2火炎放射器]
- LA082：G3A3タイプ
- LA083：M21タイプ
- LA084：SMG-UZタイプ
- LA085：トカレフ&マカロフタイプ
- LA086：三八式歩兵銃タイプ
- LA087：AR18タイプ
- LA088：トンプソンM1A1タイプ
- LA089：89式小銃タイプ1.5
- LA090：シモノフPTRS1941タイプ
- LA091：ペットボトルロケットA[パンツァーファウスト]
- LA092：M1A1バズーカ タイプ
- LA093：M870タイプ タクティカル
- LA094：M249アップグレードタイプ
- LA095：L85A3タイプ
- LA096：ブローニングHPタイプ
- LA097：P08&38タイプ
- LA098：M27/38タイプ
- LA099：パンツァーファウスト60/100タイプ
- LA100：M4A1&M203タイプ2.0
- LA101：火炎放射器M2タイプ
- LA102：M4A1URG-I 11.5タイプ
- LA103：FGM148タイプ対戦車ミサイル
- LA104：ステンMk2タイプ
- LA105：Kar98kタイプ
- LA106：M72LAWタイプ
- LA107：モシンナガンM1891/30タイプ
- LA108：M60E3タイプ
- LA109：一〇〇式機関短銃タイプ
- LA110：M110SASSタイプ
- LA112：20式小銃&てき弾発射器
- LABC01：アサルトライフルＭ４[M4A1]
- LABC02：アサルトライフルＡＫ[AK47]
- LABC03：サブマシンガン[M3A1,9mm機関けん銃]
- LABC04：ショットガン[M1014]
- LAL01：SCAR-Hタイプ　ブラックレシーバーVer　限定品
- LAL02：M240PARAタイプ　限定品
- LAL03：G36C&Kタイプ　限定品
- LAL04：AK102/104タイプ　限定品
- LAL05：ニパ子P285　限定品
- LAL06：M4/AR15タイプ リトルアーモリー10th記念MOD　限定品
- LD001：ミリタリーハードケースA
- LD002：ガンラックA
- LD003：ポリスシールドA
- LD004：ミリタリーハードケースA2
- LD005：ポリスシールドB
- LD006：ガンラックB
- LD007：81mm迫撃砲L16タイプ
- LD008：ガンラックC
- LD009：M2重機関銃（対空銃架）
- LD010：シューティングレンジA
- LD011：指定防衛校の机 グリースガンセット
- LD012：M134ミニガン（設置型）
- LD013：指定防衛校の机
- LD014：ミリタリーハードケースB
- LD015：シューティングレンジB
- LD016：ブローニングM2HB
- LD017：ヘビーシールド
- LD018：ガンラックD
- LD019：コンシールメントケースA[グロック26タイプ(サプレッサー付)×2個]
- LD020：ガンズアクセサリーA
- LD021：ミリタリーハードケースB2
- LD022：ガンズアクセサリーA2
- LD023：シュートハウスA
- LD024：ブリーチングツールA
- LD025：ガンラックE
- LD026：近接武器セットA
- LD027：武器室A[XM25]
- LD028：スナイピングツールセットA
- LD029：指定防衛校の校門（コンクリートタイプ）
- LD030：ゾンビハンターセットA
- LD031：武器室B[XM25]
- LD032：UAV 無人偵察機&機材セット[RQ-11]
- LD033：フィールドデスクA
- LD034：指定防衛校の校門（レンガタイプ）
- LD035：81mm迫撃砲M252タイプ
- LD036：バックパックセットA
- LD037：UGV武装ロボットシステム
- LD038：ミリタリーハードケースA3～ホワイト×グレー
- LD039：フィールドデスクB
- LD040：デスクワークツールA[COP.357]
- LD041：サイレント・ナイン[クロスボウ,麻酔銃,シリンジガン,NRS-2,X26,フレアガン,B&T VP9,スタームルガーMk2]
- LD042：ガンラックF～クラシカル ガンラック
- LD043：コマンドポストA[SCR-300,SCR-536,M-209]
- LD044：セーフハウスA[15W.S.E.b,Enigma]
- LD045：ミリタリーオフィスA
- LD046：手榴弾セット[Mk.2,Mk.3,M15,M18,M7,M34,M26,M61,M47/M48,M67,M84,Mk.13,SHOG,RGD33,F1(ソ),RG42,RGD5,RKG3,RGN/RGO,No.15,No.36,F1(仏),九七式手榴弾,九九式手榴弾,M39,67式柄付手榴弾,V40,DM51]
- LD047：ミリタリーハードケースC～モジュール式インサート
- LD048：ガンズアクセサリーB[M17,6kh5銃剣,M7銃剣,OKC-3S銃剣,SIMONライフルグレネード,SU-232/PAS,SU-294PVS,SMASH2000,M5ドットサイト,M600V,M300V,LA-23/PEQ,MAWL-X1,WMLライト,M-LOKフォアグリップ,FVG-5B,MAC11用サプレッサー,M16用バイポッド,M16用C-MAG100連マガジン　他]
- LD049：UGV武装ロボットシステム2：キャリバーキャリアー
- LD050：ミリタリーハードケースC2～モジュール式インサート
- LD051：M1919A4タイプ重機関銃
- LD052：M134タイプ ディフェンシヴ・コンフィグ
- LM001：陸自偵察オートKLX250
- LM002：偵察オートKLX250　DX版[89式小銃折曲銃床式]
- LM003：パラトルーパー
- LM004：パラトルーパーPRO
- LM005：通学自転車（指定防衛校用）マルーン
- LM006：通学自転車（指定防衛校用）シルバー
- LM007：通学自転車（指定防衛校用）OD
- LADF01：ドールズフロントライン95式自動歩槍タイプ
- LADF02：ドールズフロントラインUMP45タイプ
- LADF03：ドールズフロントラインGrG36タイプ
- LADF04：ドールズフロントライン64式自
- LADF05：ドールズフロントラインM4A1タイプ
- LADF06：ドールズフロントラインM16A1タイプ
- LADF07：ドールズフロントラインUMP9タイプ
- LADF08：ドールズフロントライン416タイプ
- LADF09：ドールズフロントライン89式タイプ
- LADF10：ドールズフロントラインM1911タイプ
- LADF11：ドールズフロントラインG11タイプ
- LADF12：ドールズフロントラインM14タイプ
- LADF13：ドールズフロントラインRO635タイプ
- LADF14：ドールズフロントラインM4 SOPMOD2タイプ
- LADF15：ドールズフロントラインWA2000タイプ
- LADF16：ドールズフロントラインST AR-15タイプ
- LADF17：ドールズフロントラインGr MP7タイプ
- LADF18：ドールズフロントラインP90タイプ
- LADF19：アニメ:ドールズフロントラインAUGタイプ
- LADF20：アニメ:ドールズフロントラインMP5タイプ
- LADF21：アニメ:ドールズフロントラインM4A1タイプ
- LADF22：アニメ:ドールズフロントラインM16A1タイプ
- LADF23：アニメ:ドールズフロントラインＭ4 SOPMOD2タイプ
- LADF24：アニメ:ドールズフロントラインST AR-15タイプ
- LADF25：アニメ:ドールズフロントラインRO635C
- LADF26：ドールズフロントラインSVDタイプ
- LADF27：ドールズフロントラインSPAS12タイプ
- LADF28：ドールズフロントラインGr G36Cタイプ
- LADF29：ドールズフロントライン スオミ タイプ
- LADF30：ドールズフロントライン スプリングフィールド タイプ
- LADF31：ドールズフロントライン 一〇〇式 タイプ
- LADF32：ドールズフロントライン ルイス タイプ
- LADF33：ドールズフロントライン NTW-20 タイプ
- LABH01：「バイオハザード：インフィニット ダークネス」ウエポンズ1[DE.50AEタイプ,M4A1タイプ]
- LABH02：「バイオハザード：インフィニット ダークネス」ウエポンズ2[G19タイプ,M82A1タイプ]
- LABH03：「バイオハザード：デスアイランド」ウエポンズ1[M60タイプ]
- LABH04：「バイオハザード：デスアイランド」ウエポンズ2[AA12タイプ]
- LABH05：「バイオハザード：デスアイランド」ウエポンズ3[M870タイプ]
- LASW01：『ストライクウィッチーズ ROAD to BERLIN』九九式二号二型改
- LASW02：『ストライクウィッチーズ ROAD to BERLIN』MG42S(2挺セット)
- LASW03：『ストライクウィッチーズ ROAD to BERLIN』ボーイズMk.1
- LASW04：『ストライクウィッチーズ ROAD to BERLIN』ブレン軽機関銃Mk.1
- LASW05：『ストライクウィッチーズ ROAD to BERLIN』M1919A6
- LASW06：『ストライクウィッチーズ ROAD to BERLIN』M1918BAR
- LASW07：『ストライクウィッチーズ ROAD to BERLIN』MG42S（エイラ）
- LASW08：『ストライクウィッチーズ ROAD to BERLIN』フリーガーハマー
- LALR01：リコリス・リコイル ウエポンズ 千束 ver.[デトニクス コンバットマスターカスタム,KSG]
- LALR02：リコリス・リコイル ウエポンズ たきな ver.[M&Pカスタム,PKM]
- LA-YS01：幼女戦記 アンソン M1897トレンチガン
- LA-YS02：幼女戦記 ヴィーシャ M1908ライフル
- LA-YS03：幼女戦記 ターニャ MKMSサブマシンガン
- LA-YS04：幼女戦記 メアリー M1ガーランド
- LA-MD01：メガミデバイス装備セット／AR [L85A2UPGRADE, 941F]
- LA-MD02：メガミデバイス装備セット／SMG [APC9, P250]
- LA-OP01：figma専用タクティカルグローブ コヨーテTAN
- LA-OP02：figma専用タクティカルグローブ フォリッジグリーン
- LA-OP03：figma専用タクティカルグローブ ステルスブラック
- LA-OP04：figma専用 銃の持ち手
- LA-OP05：figma専用タクティカルグローブ マスグレー
- LA-OP06：figma専用タクティカルグローブ2 ハンドガンセット「タン」[ブローニングハイパワー]
- LA-OP07：figma専用タクティカルグローブ2 リボルバーセット「グリーン」[M19]
- LA-OP08：創彩少女庭園用タクティカルグローブ(ブラック)
- LA-OP09：創彩少女庭園用タクティカルグローブ(タン)
- LA-OP10：創彩少女庭園用タクティカルグローブ(グリーン)
- LA-OP11：創彩少女庭園用 銃の持ち手
- LA-OP12：figma用 銃の持ち手2 ハンドガンセット[Mk.23]
- LA-OP13：創彩少女庭園用タクティカルグローブ2 リボルバーセット(ブラック)[パイソンマグナムPPCカスタム]
- LA-OP14：創彩少女庭園用タクティカルグローブ2 ハンドガンセット(タン)[ブローニングハイパワー]
- LA-OP15：創彩少女庭園用タクティカルグローブ2 リボルバーセット(グリーン)[M19]
- LA-OP16：創彩少女庭園用銃の持ち手2 ハンドガンセット[Mk.23]
- LA-OP17：figma用タクティカルグローブLサイズ(タン)
- LA-OP18：figma用タクティカルグローブLサイズ(ブラック)
- LA-OP21：メガミデバイス用銃の持ち手（ホワイト）
- LA-OP22：メガミデバイス用銃の持ち手（ブラック）
- LS01：89式小銃(閉所戦仕様)豊崎恵那ミッションパック
- LS02：MP5(F仕様)白根凛ミッションパック
- LS03：M240西部愛ミッションパック
- LS04：M24沢城桐子・昌子ミッションパック
- LS05：M4A1朝戸未世ミッションパック[M4A1 SOPMOD BLOCK2 RIS2 GL/SSC,M203]
- LS06：SCAR-Mk17タイプ蓮星文奈ミッションパック[SCAR-Mk17,EGLM]
- LS07：M82タイプ照安鞠亜ミッションパック[M82A1，M82A2,XM109]
- LS08：AKタイプ伽鳥杏奈ミッションパック[AKMSL,AKMSU,GM-94]
- SP-071：figma朝戸未世[M4A1]
- SP-098：figma椎名六花[Mk18Mod1]
- SP-106：figma照安鞠亜[M82A1]
- SP-111：figma豊崎恵那[89式5.56mm小銃“折曲銃床式”,9mm拳銃]
- SP-116：figma椎名六花 夏制服ver.[MP7A2]
- SP-117：figma朝戸未世 夏制服ver.[M4A1 SOPMOD BLOCK2]
- SP-122：figma白根凛[MP5SD6]
- SP-136：figma西部愛[M249,G19]
- SP-154：figma自衛官[89式5.56mm小銃,9mm拳銃]
- SP-157：figma武装JKバリアントA[XD]
- SP-158：figma武装JKバリアントB[G19]
- SP-159：figma武装JKバリアントC[M45]
- figmaPLUS：武装JKバリアント ロードアウトセット１
- SP-167：figma武装JKバリアントD[Cz75]
- SP-168：figma武装JKバリアントE[P230]
- SP-169：figma武装JKバリアントF[V10]
- figmaPLUS：武装JKバリアント ロードアウトセット2
- SP-170：figma特殊部隊員[M4A1URG-I 14.5,Mk27]
- SP-171：figma武装JKバリアントA2:URBEX[XD]
- SP-172：figma武装JKバリアントB2:URBEX[G19]
- SP-173：figma武装JKバリアントC2:URBEX[M45]
- figmaPLUS：武装JKバリアント ロードアウトセット3 コード:URBEX
- 817：ねんどろいど　朝戸未世
- 953：ねんどろいど　照安鞠亜
- 1052：ねんどろいど　豊崎恵那
- デスクトップアーミー リトルアーモリー 第1弾[朝戸未世model/M4A1タイプ装備, 椎名六花model/MP7タイプ装備, 來野未明model/MG3タイプ装備]

## キャラクター
- 朝戸 未世（あさと みよ）
- 西部 愛（にしべ あい）
- 蓮星 文奈（れんぼし ふみな）
- 照安 鞠亜（てるやす まりあ）
- 白根 凛（しらね りん）
- 芙蓉 まりこ（ふよう まりこ）
- 志熊 海衣 （しぐま めい）
- 志熊 羽衣（しぐま うい）
- 飯田 莉彩（いいだ りさ）
- 椎名 六花（しいな りっか）
- 榮倉 ミラ（えいくら みら）
- 伽鳥 杏奈（かとり あんな）
- 大庭 瀬菜（おおば せな）
- 小海 紗津希（こうみ さつき）
- 豊崎 和花（とよさき のどか）
- 有馬 官奈（ありま かんな）
- 柏木 朋子（かしわぎ ともこ）
- 上月 ひかり（こうづき ひかり）
- 大谷 留美（おおたに るみ）
- 小泉 樹里（こいずみ じゅり）
- 立川 理央（たちかわ りお）
- 新島 早苗（にいじま さなえ）
- 大泉 練（おおいずみ れん）
- 三田 玲美（みた れみ）
- 豊崎 恵那（とよさき えな）
- 沢城 桐子（さわしろ とうこ）
- 沢城 昌子（さわしろ しょうこ）
- 浜中 詠美（はまなか えいみ）
- 環 むつみ（たまき むつみ）
- 新井 いちこ（あらい いちこ）
- 二ノ方 ありす（にのかた ありす）
- 來野 未明（らいの みはる）
- 白野 継実（はくの つぐみ）
- 百瀬 理子（ももせ りこ）
- クラリス・サンティニ（Clariss Santini）
- クレア・F・プレストン（Claire Fern Preston）
- アナスタシア・バツィナ（Anastasia Batsyna）
- 初谷 歩弓（はつたに あゆみ）
- 高岡 柚（たかおか ゆず）
- 住本 結友（すみもと ゆう）
- 本所 ゆい（ほんじょ ゆい）
- 風巳 サキ（かざみ さき）
- アンジュ・フェリシア・レオミュール（Ange Felicia Réaumur）
- 宮条 茜（くじょう あかね）
- 静水 亜音（しみず あまね）
- 革嶋 えり（かわしま えり）
- 木佐 芹音（きさ せりね）
- 七篠 緋珠（しちじょう あけみ）
- 御影 阿左美（みかげ あざみ）
- 蛯原 杏美（えびはら あみ）
- 仁禮 小春（にれい こはる）
- 美住 一希（みすみ かずき）
- ステラ・M・ランチェスター（Stella Mariska Lanchester）
- 鮎川 アイラ（あゆかわ あいら）
- 左近 若葉（さこん わかば）
- サヤ・E・フェアフィールド（Saya Ellie Fairfield）
- 剣先 ポリーナ（Kenzaki Polina）
- ユキ（yuki）
- 瀬戸内 瑠衣（せとうち るい）
- ハンナ・クラインシュミット（Hannah Kleinschmidt）
- 相山 桜子（さやま さくらこ）
- 久志井 真帆（くじい まほ）
- 配島 采奈（はいしま さいな）
- 鐘推 ゆき乃（かねつき ゆきの）
- 今羽 こむぎ（こんば こむぎ）
- アカリ・サラ・キルシッカ・クッカネン（Akari Sara Kirsikka Kukkanen）
- 富村 鳳稀（とみむら ほうき）
- 古知屋 奈々（こちや なな）
- ルイーゼ・フォン・ヴィンターフェルト（Luise von Winterfeldt）
- 香渡 詩織（こうど しおり）
- 蓼丸 苺（たでまる べりい）
- 大泉 成（おおいずみ あきら）
- 円原 みちの（まるばら みちの）

## 小説
- おかざき登（著）・ふゆの春秋（カバーイラスト）『リトルアーモリー　だから、少女は撃鉄を起こす』実業之日本社〈Jノベルライト〉、2016年12月16日発売、ISBN 978-4-40841-451-5
- おかざき登（著）・ふゆの春秋（カバーイラスト）『リトルアーモリー２ はるかなる未来への弾丸』実業之日本社〈Jノベルライト〉、2018年1月19日発売、ISBN 978-4-40853-718-4
- おかざき登（著）・ふゆの春秋（カバーイラスト）『リトルアーモリー エクステンド ―放課後のフロントライン―』マイクロマガジン社〈ブックブラスト〉、2018年8月21日発売、ISBN 978-4-89637-762-0

## 画集他
- トミーテック（原作）ふゆの春秋（イラスト）daito（イラスト）魔肖fujiwara（イラスト）『リトルアーモリー　パッケージアートワークス』KADOKAWA、2016年3月28日発売、ISBN 978-4-04865-712-9 [M32A1タイプ]
- トミーテック（原作）ふゆの春秋（イラスト）daito（イラスト）ハンコノヒト（イラスト）かもたま（イラスト）『リトルアーモリー　パッケージアートワークス　2016-2018』KADOKAWA、2018年4月2日発売、ISBN 978-4-048-93746-7
- 七六（カバーイラスト）『リトルアーモリー ミニチュア ガンスミス スクール』 ホビージャパン、2018年9月29日発売、ISBN 978-4-79861-720-6 [P90TRタイプ 限定ODストック]
- 七六（カバーイラスト）『リトルアーモリー ミニチュア ガンスミス スクールvol.2』 ホビージャパン、2020年2月10日発売、ISBN 978-4-79862-076-3 [VSSタイプ]
- 七六（カバーイラスト）『リトルアーモリー ミニチュア ガンスミス スクールvol.3』 ホビージャパン、2021年2月15日発売、ISBN 978-4-79862-413-6 [416＆M320タイプ＋ODカラーガンケースセット]
- トミーテック（原作）しずまよしのり（イラスト）『リトルアーモリー　パッケージアートワークス　2018-2024』KADOKAWA、2024年5月10日発売、ISBN 978-4-04915-718-5